# Jenny Kastein
Pour les articles homonymes, voir Kastein.
Jeanette Hermine "Jenny" Kastein, née le 24 janvier 1913 à Amsterdam et morte le 20 octobre 2000 à Zwolle, est une nageuse néerlandaise.

## Biographie
Jenny Kastein remporte la médaille d'argent du 200 mètres brasse aux championnats d'Europe de natation 1931 à Paris.
En 1932, elle bat le record du monde des 400 m brasse dames en 6 min 38 s. L'ancien record du monde appartenait à Cecelia Wolsfenholm en 6 min 41 s.
Le 30 avril 1933, elle améliore son propre record mondial, alors de 6 min 31 s, en réalisant 6 min 29 s sur le 400 m brasse. 
Le 5 octobre, le journal Paris-Soir la qualifie d'une des «deux plus jeunes des meilleures nageuses du monde  ». Elle prépare à ce moment le gala du London Club qui aura lieu le 15 octobre.
Elle dispute la finale du 200 mètres brasse aux Jeux olympiques d'été de 1936 à Berlin, terminant à la septième place.
Elle se marie le 10 avril 1942 au physicien Evert Heleonardus Scheijde. 